# Elaeocarpus dentatus
Elaeocarpus dentatus är en tvåhjärtbladig växtart som först beskrevs av J. R. & G. Forst., och fick sitt nu gällande namn av Vahl. Elaeocarpus dentatus ingår i släktet Elaeocarpus och familjen Elaeocarpaceae. Inga underarter finns listade i Catalogue of Life.